# Union Gap
Union Gap – miasto w Stanach Zjednoczonych, w stanie Waszyngton, w hrabstwie Yakima.